# Грушка (Келецький повіт)
Грушка (пол. Gruszka) — село в Польщі, у гміні Загнанськ Келецького повіту Свентокшиського воєводства.
Населення — 848 осіб (2011).

## Демографія
Демографічна структура на день 31 березня 2011 року:
|          | Загалом | Допрацездатний вік | Працездатний вік | Постпрацездатний вік |
| -------- | ------- | ------------------ | ---------------- | -------------------- |
| Чоловіки | 397     | 74                 | 276              | 47                   |
| Жінки    | 451     | 68                 | 274              | 109                  |
| Разом    | 848     | 142                | 550              | 156                  |